# Przymiarki (Wyżyna Olkuska)
Przymiarki – wzgórze o wysokości 267,4 m n.p.m. znajdujące się na Wyżynie Olkuskiej, we wschodniej części miejscowości Rudawa na terenie gminy Zabierzów w województwie małopolskim. Południowe zbocze opada do Rowu Krzeszowickiego, wschodnie do Wąwozu Niegoszowickiego, północne opada, łącząc się ze wzgórzem, gdzie znajdują się bloki mieszkaniowe i Instytut Zootechniki oraz użytki rolne, tzw. Stawiany Radwańskie. Po stronie zachodniej płynie niewielki potok, który wpada do potoku Przymiarki. Wzgórze jest niezalesione i znajdują się na nim pola uprawne.